# Hofbräuhaus am Platzl
Pour les articles homonymes, voir Hofbräu.
La Hofbräuhaus am Platzl est un célèbre Palais de la Bière (Bierpalast) traditionnel et institutionnel allemand du XVIe siècle, du centre-ville historique de Munich, capitale de la Bavière. Elle appartient à la brasserie bavaroise Hofbräu München qui produit des bières du même nom.

## Histoire
Fondée en 1589 par le duc Guillaume V de Bavière, la brasserie Hofbräu München s'installe sur la Platz du centre-ville historique de Munich en 1654, proche de Marienplatz, entre autres pour fournir en bière la Maison de Wittelsbach, la cour de Bavière, et ses armées bavaroises. La brasserie reçoit l'autorisation de vendre sa bière au public en 1828. En 1896, devenue trop petite, elle transfère sa production dans la banlieue munichoise (à ce jour à Riem), tandis que le bâtiment d'origine est rénové en style néo-Renaissance du XIXe siècle d'après les plans de l'architecte Max Littmann, pour rouvrir en septembre 1897.

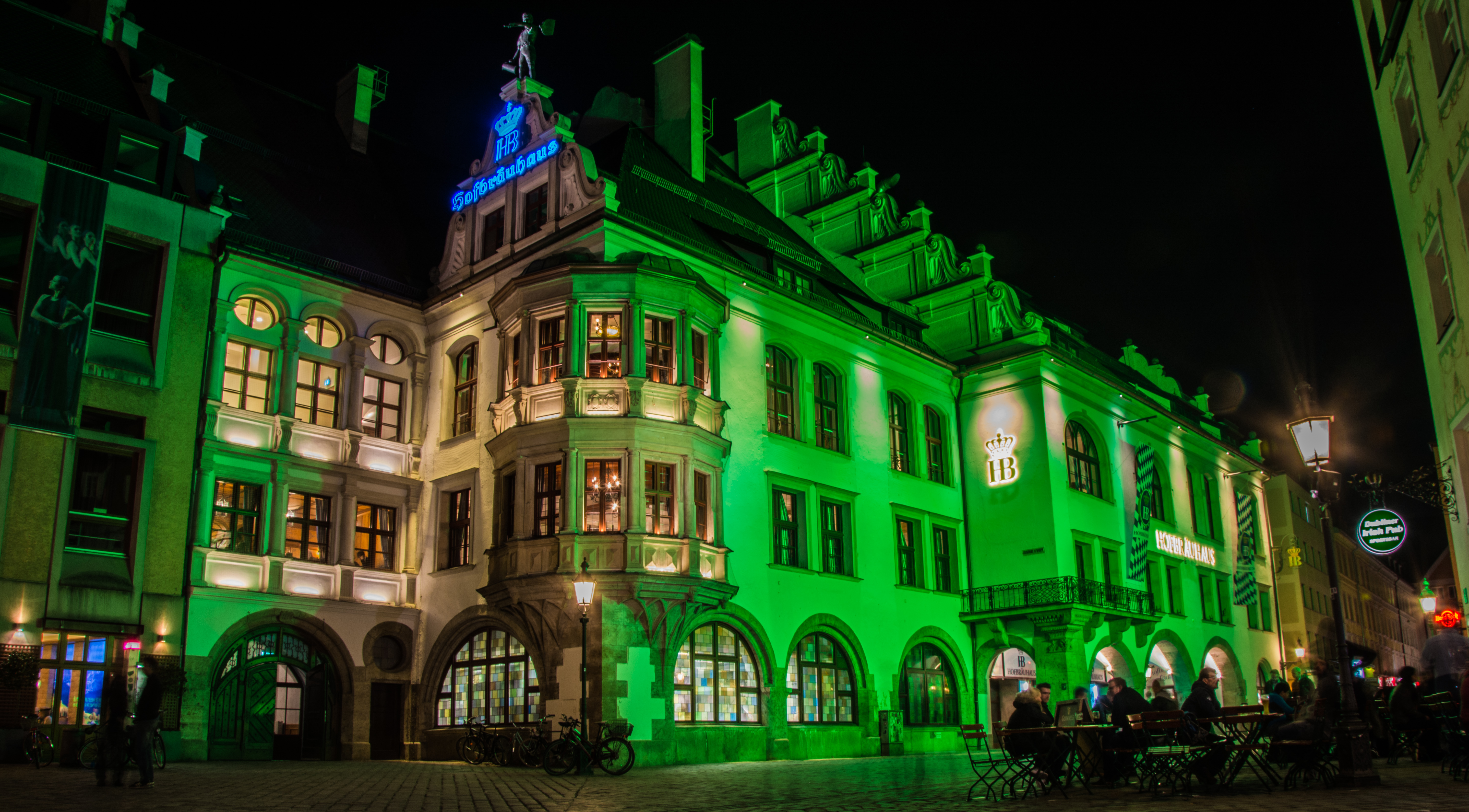
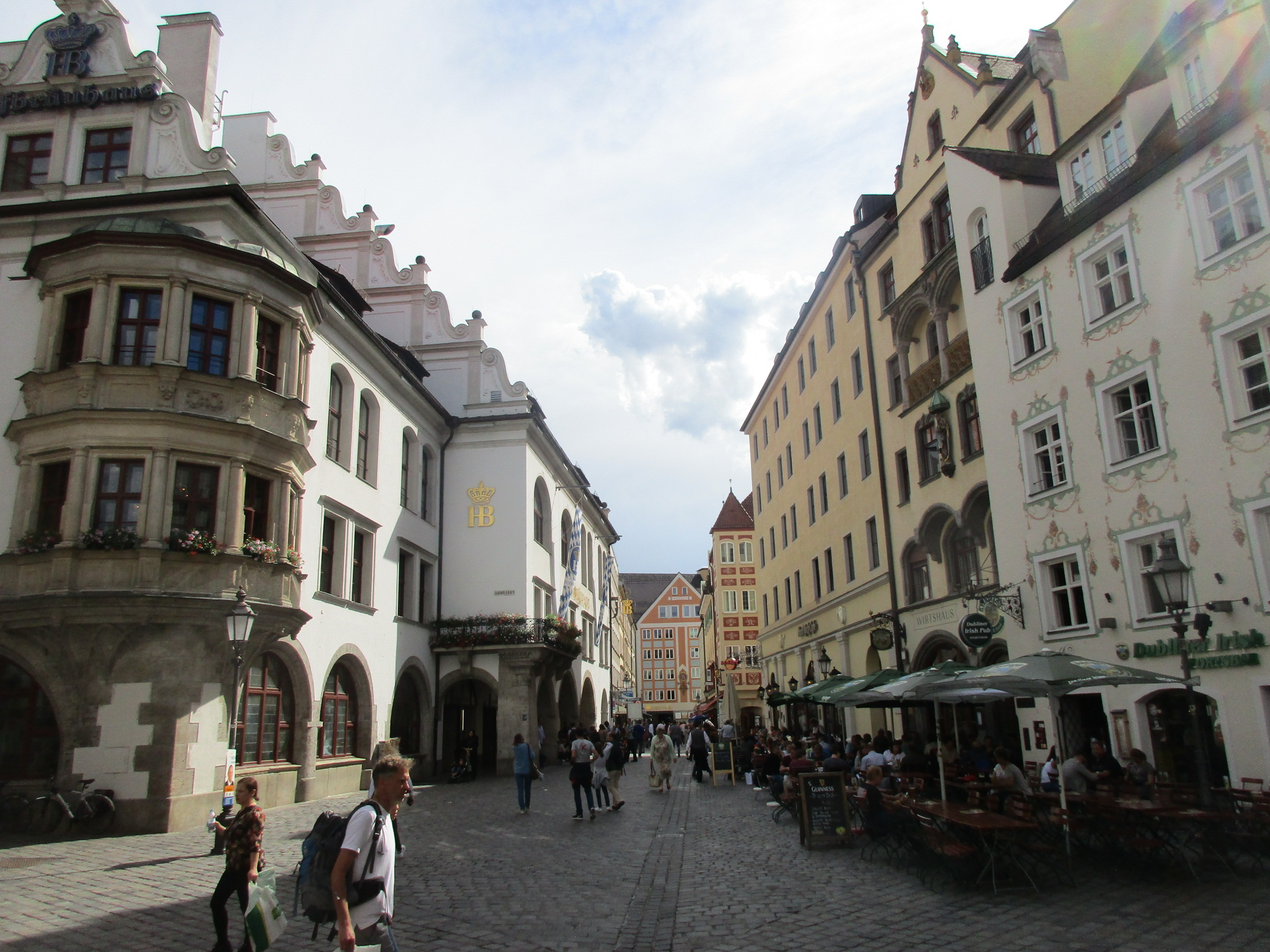
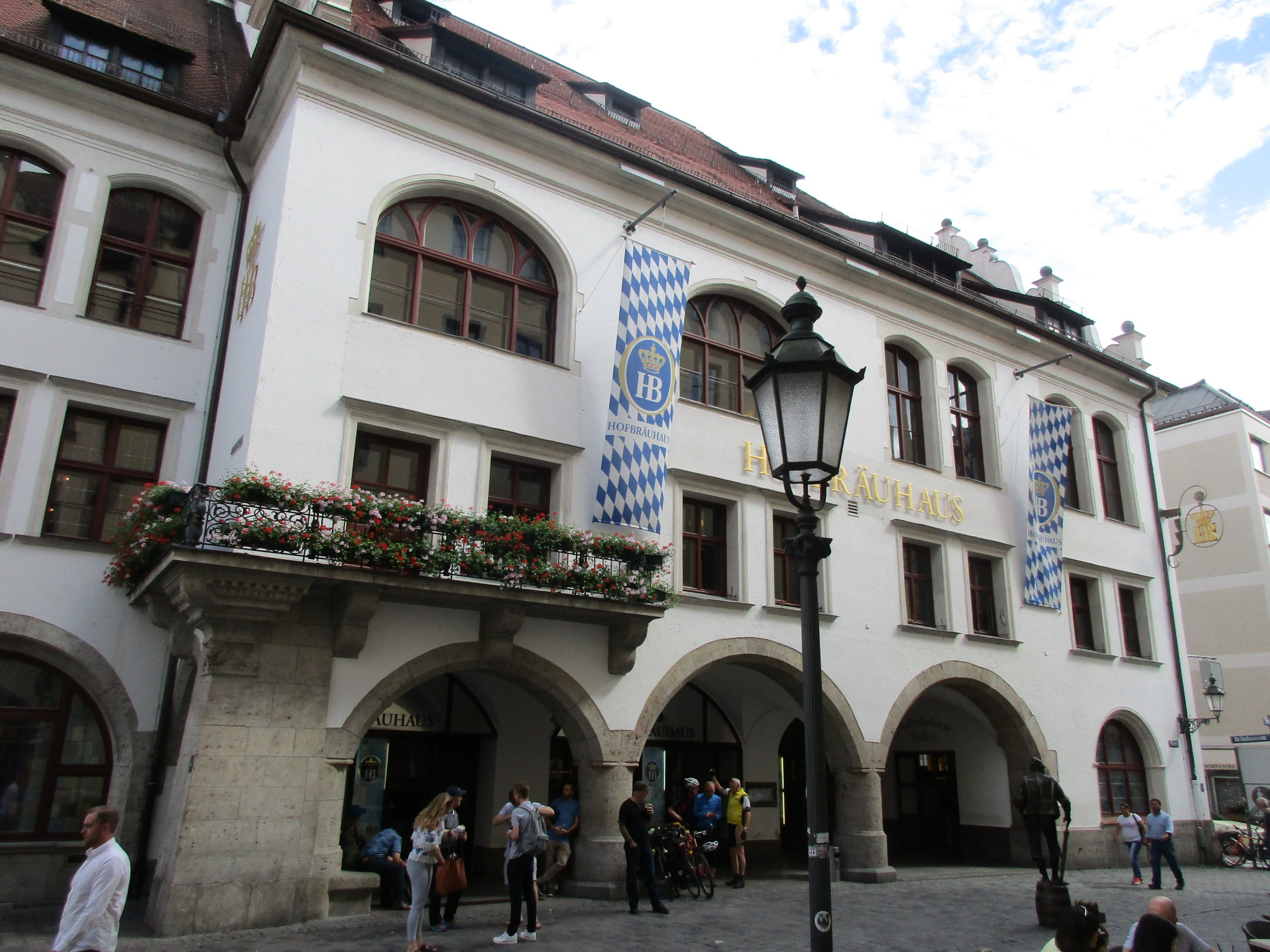

Le 24 février 1920, le premier meeting d’importance du parti ouvrier allemand (fondé en 1919 à Munich, Hauptstadt der Bewegung), a lieu dans cette brasserie, meeting où Adolf Hitler fait adopter le Programme en 25 points du futur parti nazi,,. Durant la Seconde Guerre mondiale, dans la nuit du 25 avril 1944, le bâtiment est gravement endommagé lors d'un bombardement aérien allié, puis de plusieurs autres attaques ultérieures qui le laissent en ruine. La Hofbräuhaus am Platzl ne rouvre ses portes qu'en 1958 pour fêter le 800e anniversaire de Munich.

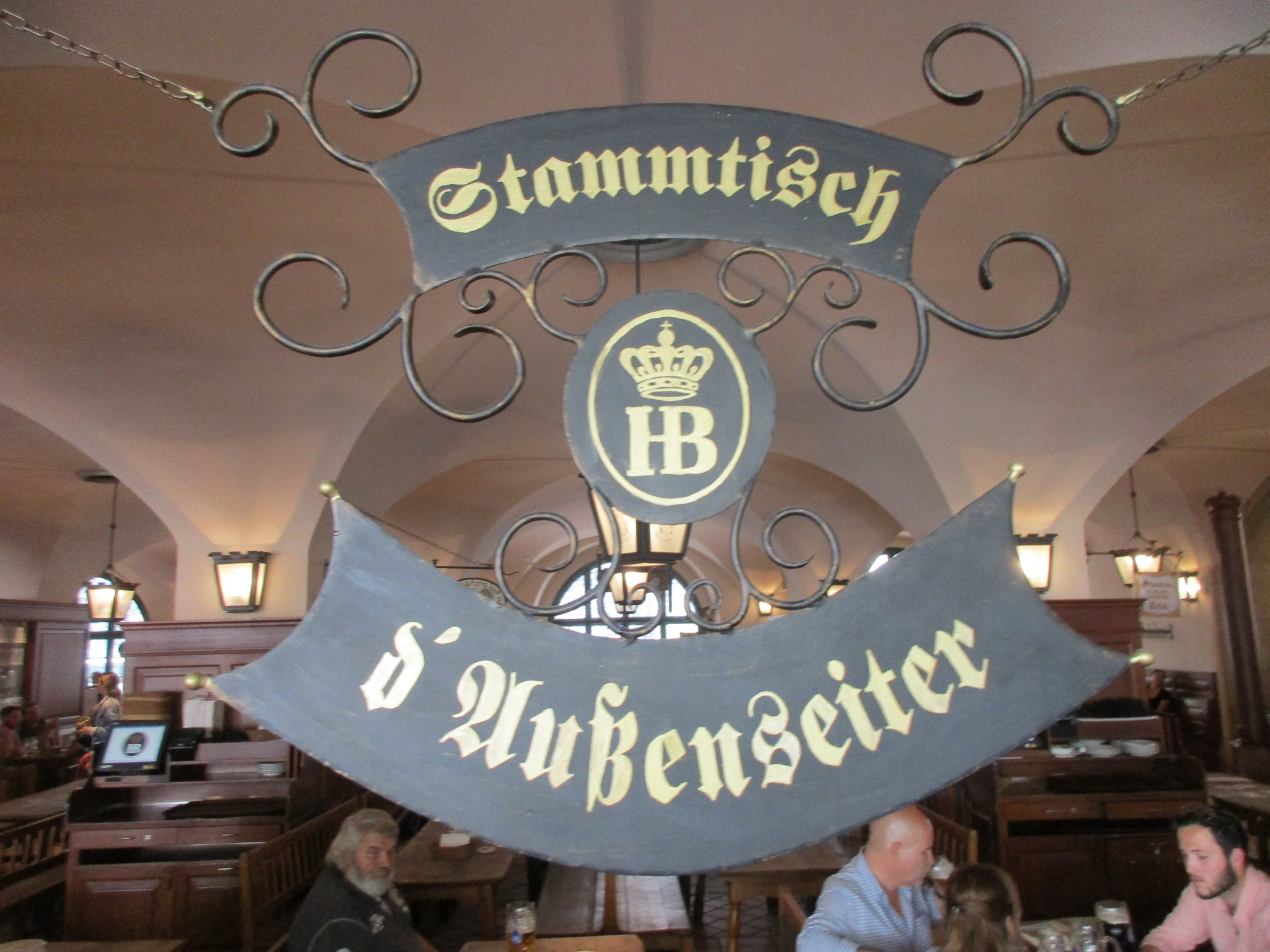
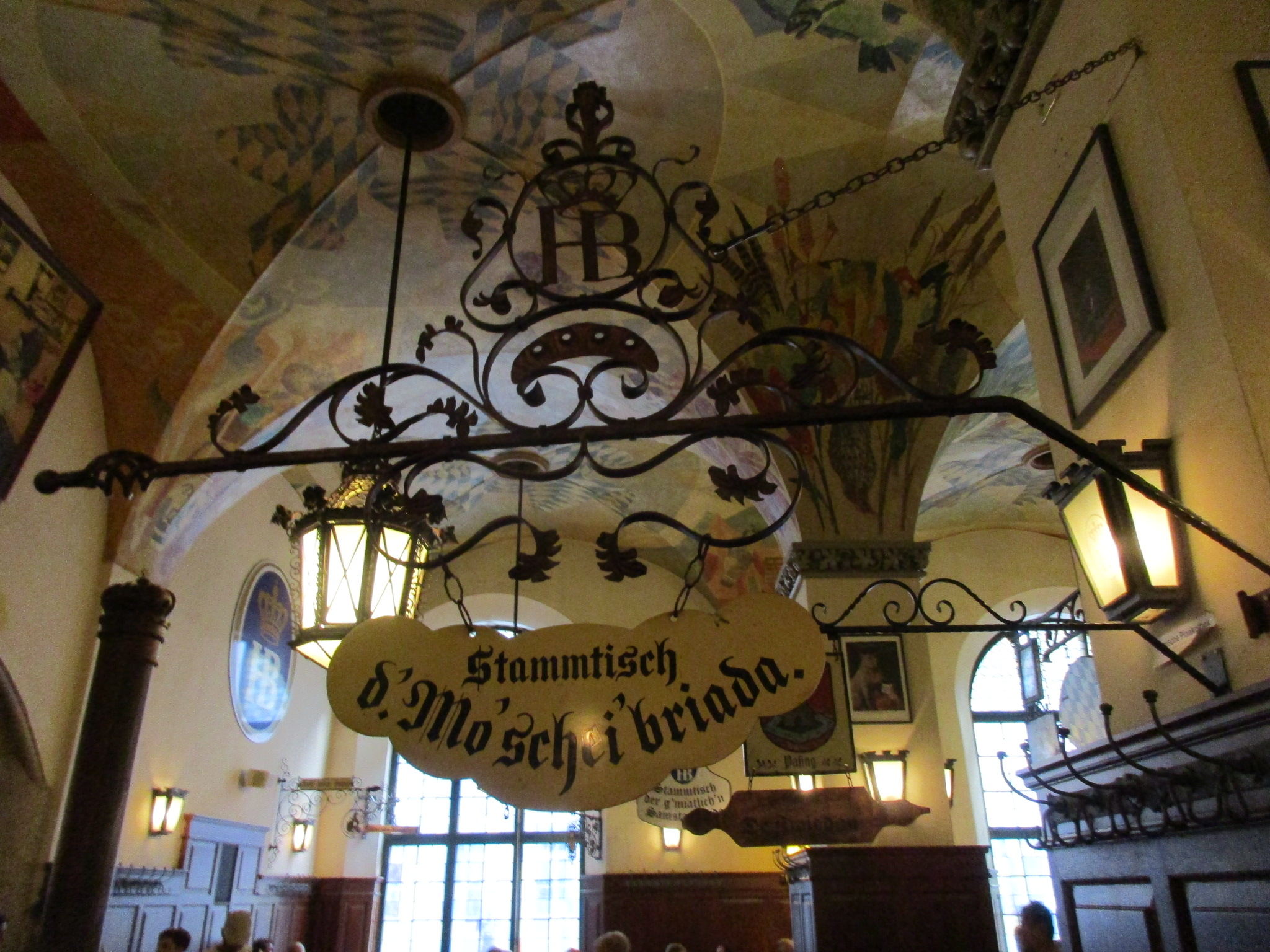
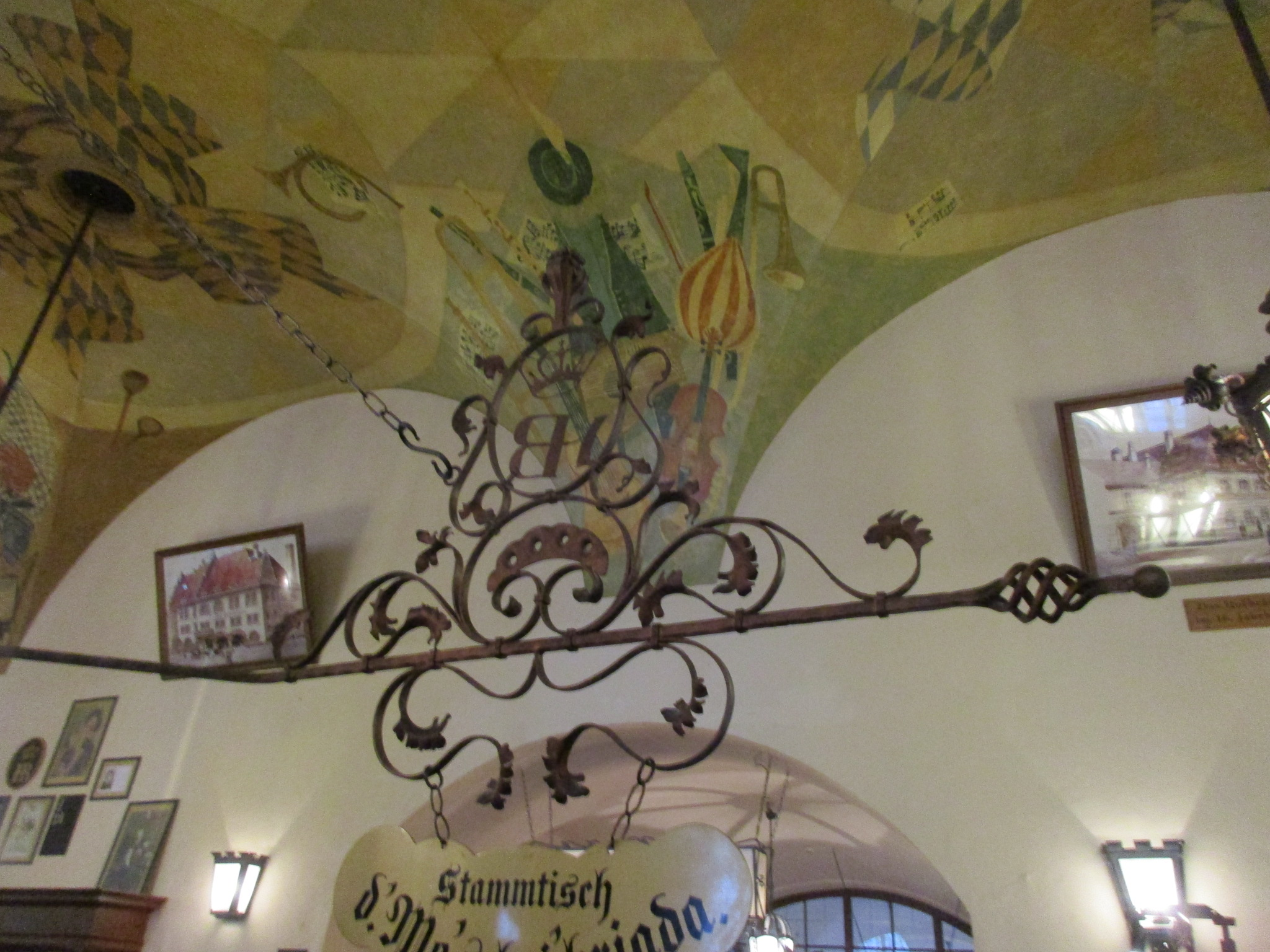

Forte de son succès touristique international, en tant que première attraction de la ville de Munich, la brasserie a vendu des franchises Hofbräuhaus dans de nombreuses villes dont : Hambourg, Brême, Ratisbonne, Kaiserslautern, Berchtesgaden en Allemagne, Newport, Las Vegas (réplique intégrale de l'original), Miami Beach, Chicago, Milwaukee, West Springfield, Panama City Beach, Pittsburgh, New York et Houston aux États-Unis, et aussi Gênes, Stockholm, Dubaï, Shanghai, Séoul, Bangkok et Melbourne.

## Description
Ce haut lieu de culture populaire allemande traditionnelle, et de tourisme international, sert toute la journée en continu de la cuisine bavaroise, choucroute, saucisse allemande, Bretzel..., et des Maß / chopes de bière traditionnelles d'un litre (Hofbräu München, Helles...), dans une ambiance festive conviviale de taverne traditionnelle (jusqu'à 5 000 convives les soirs de grande affluence, jusqu'à 35 000 cumulés par jour, et quatre millions de personnes par an). Les convives portent parfois les habits bavarois traditionnels lederhose et dirndl. La tradition veut que l'on trinque, de table en table, pour se souhaiter « santé », dans une ambiance d'orchestre de musique traditionnelle bavaroise.

Grande salle du rez de chaussée
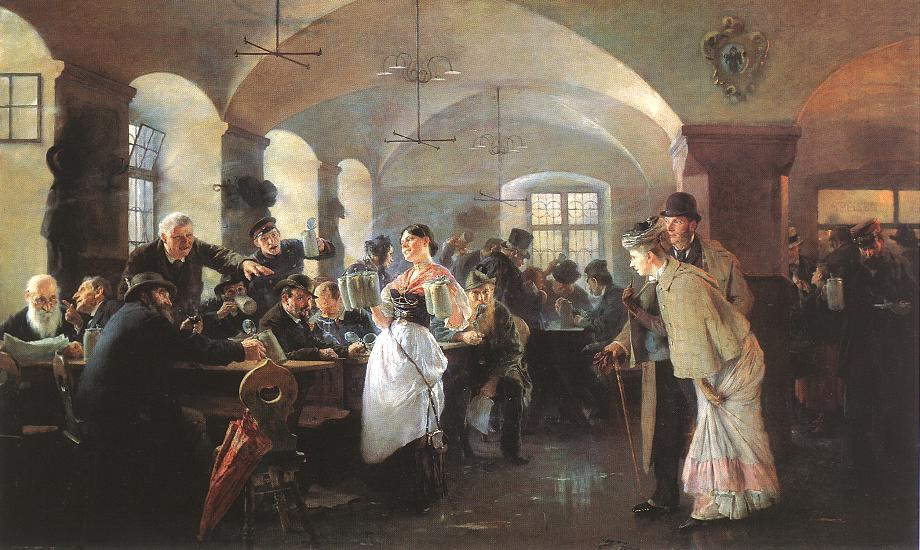
Par Philip de László en 1892.
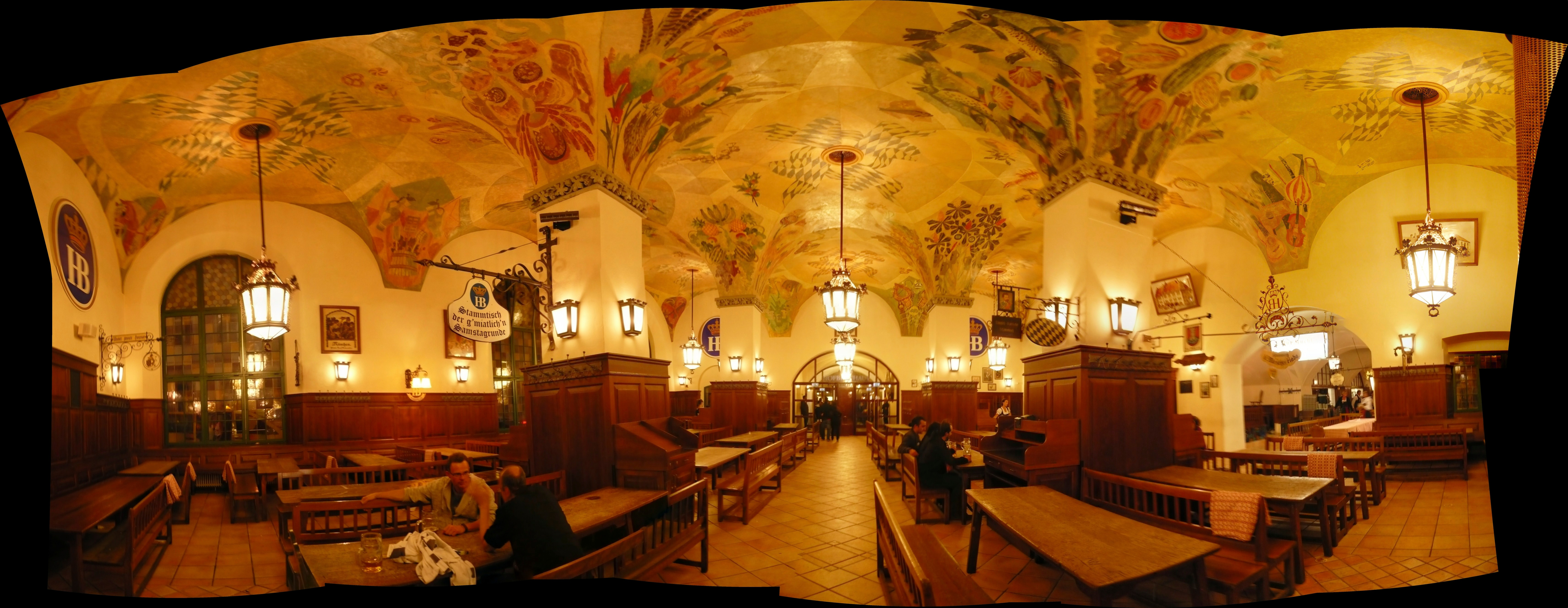
Grande salle commune du rez de chaussée.
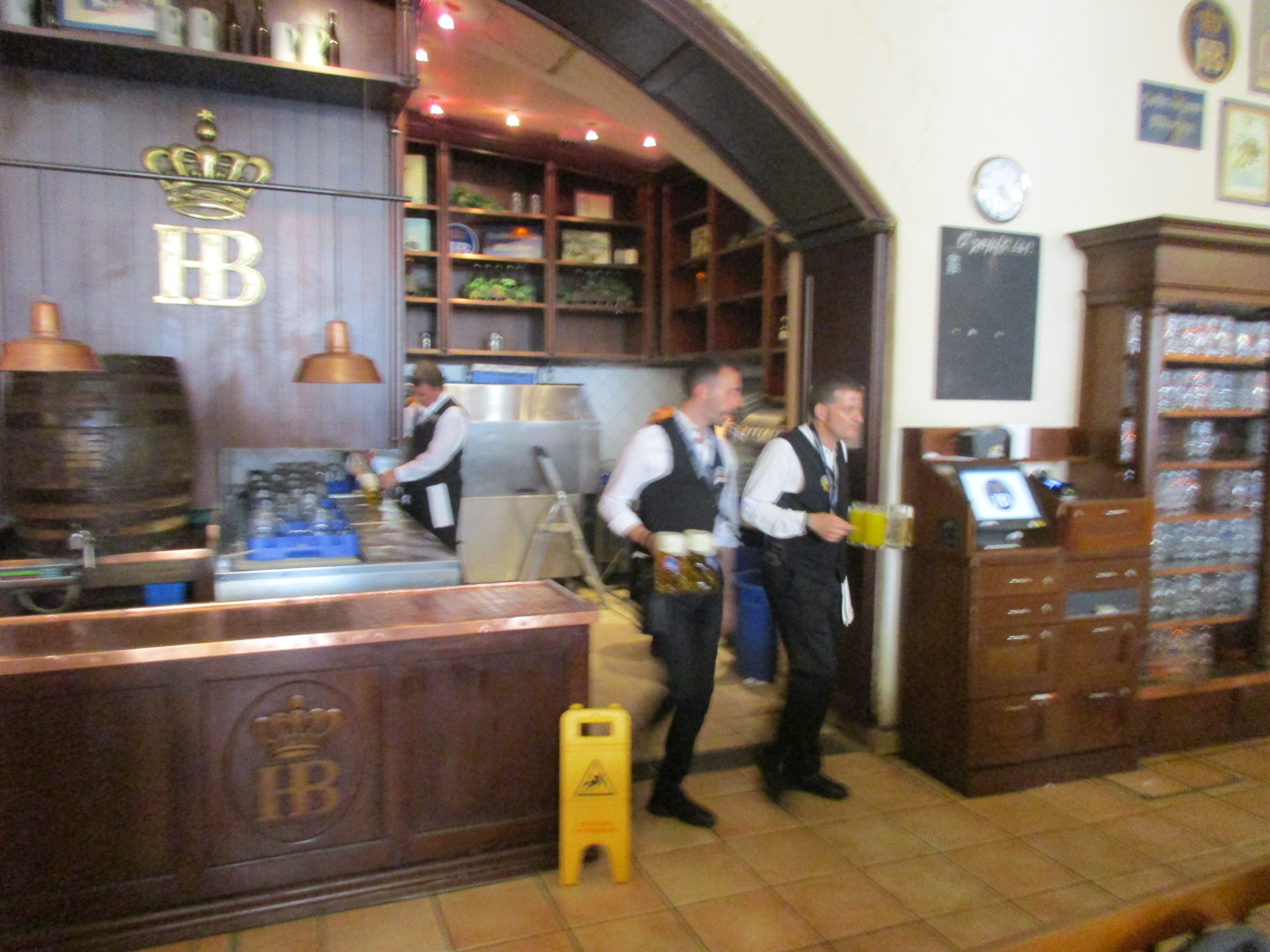
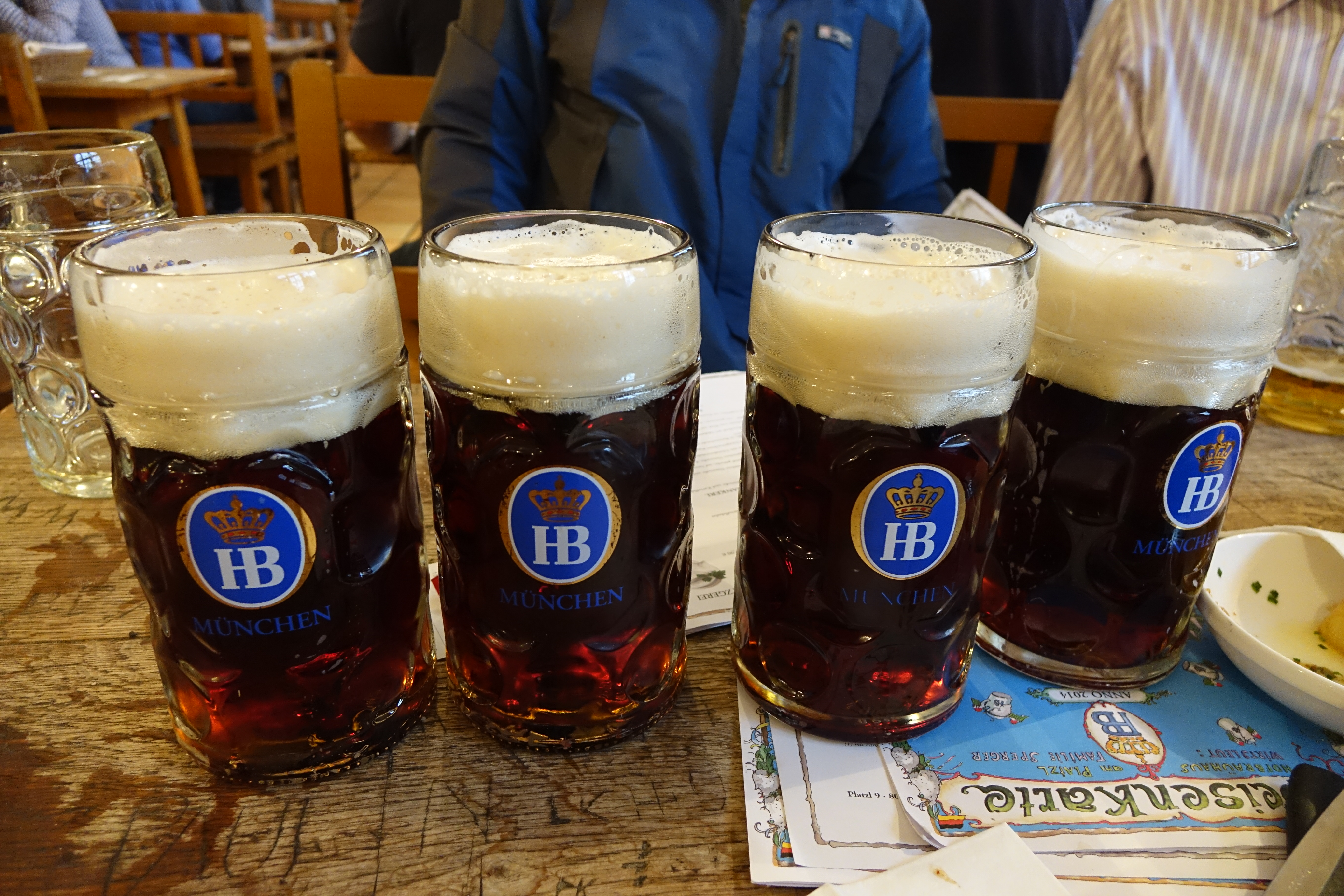
Maß / chopes de bière traditionnelles d'un litre.
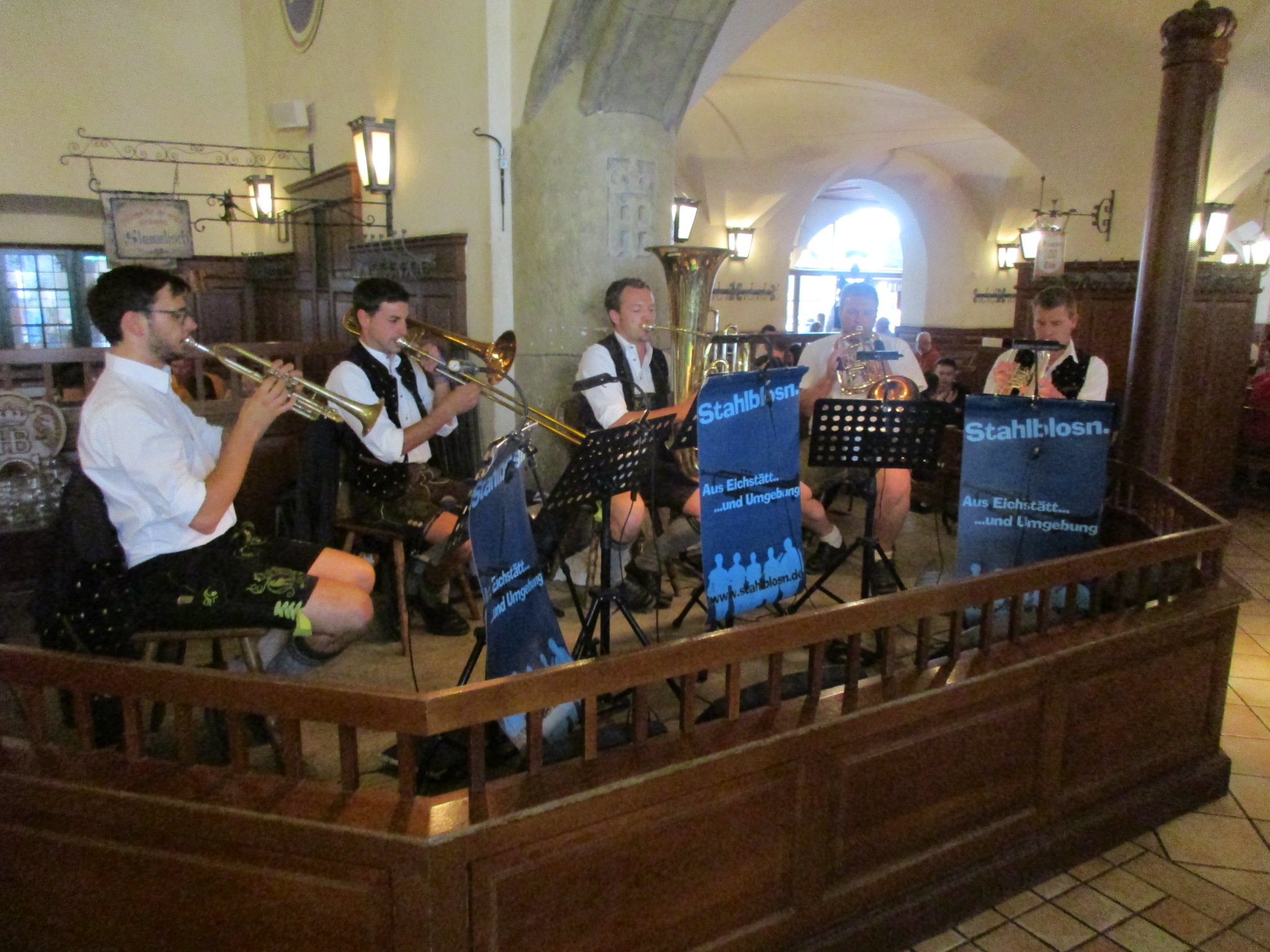
Orchestre de musique traditionnelle bavaroise.
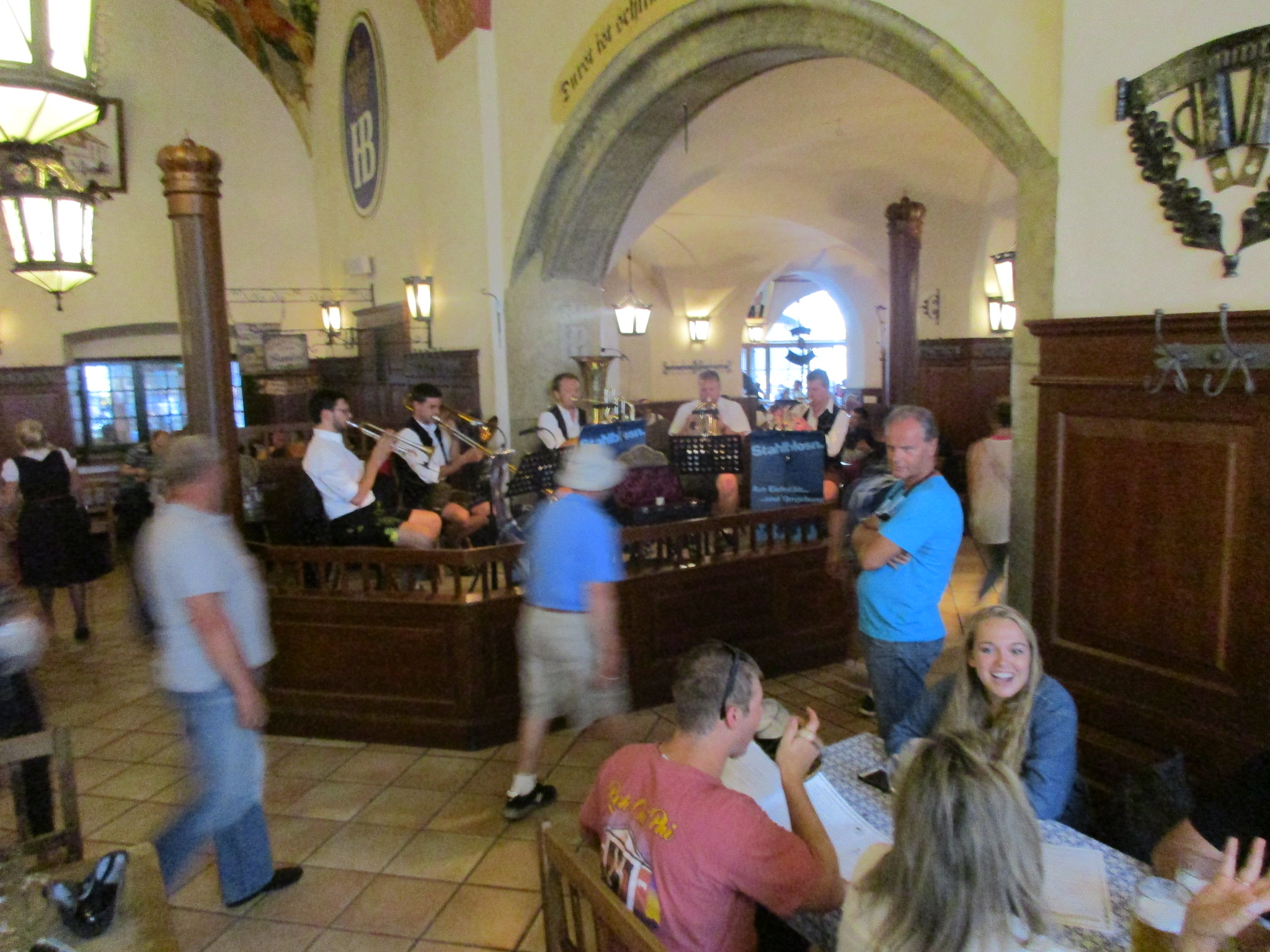
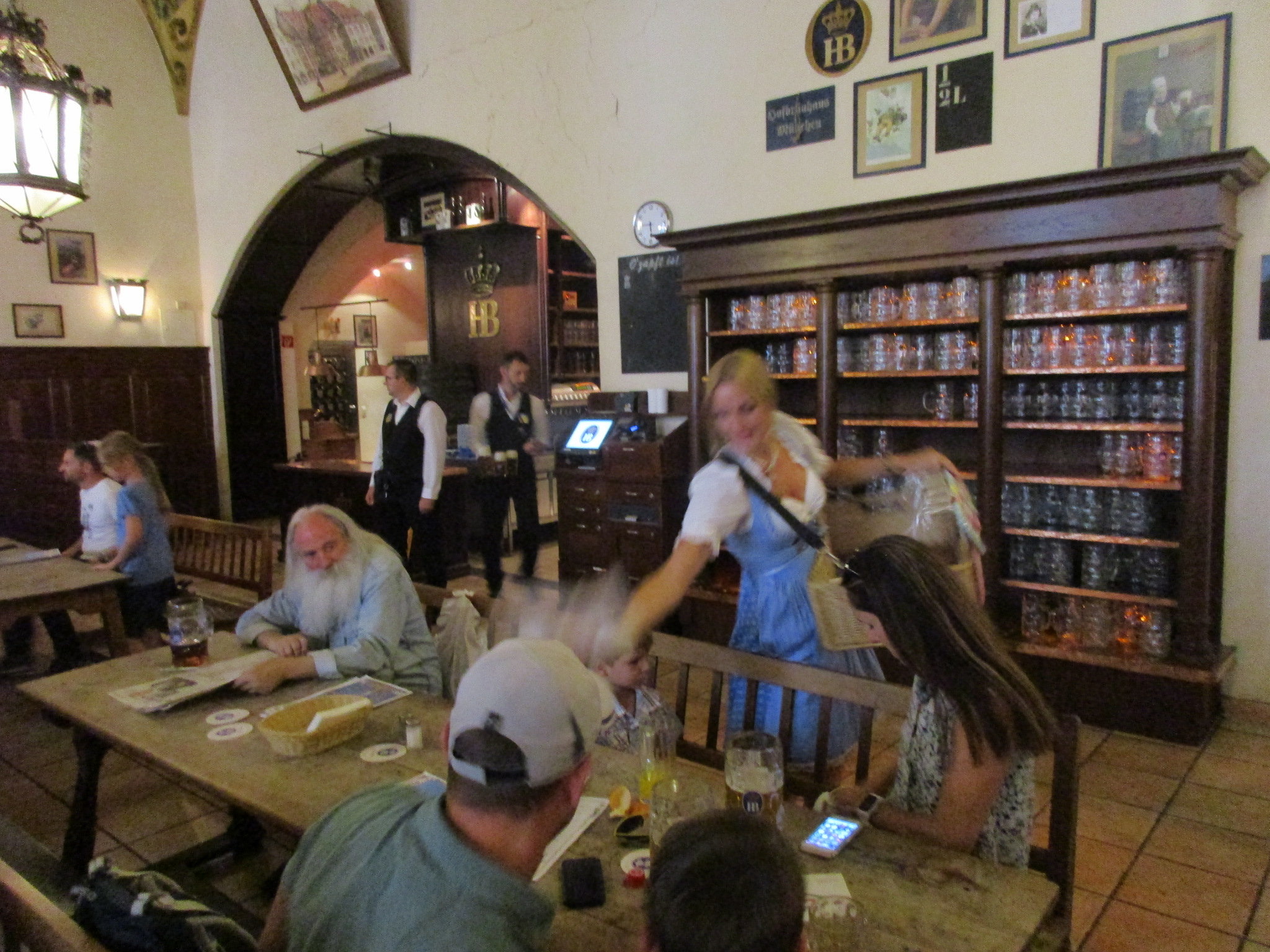
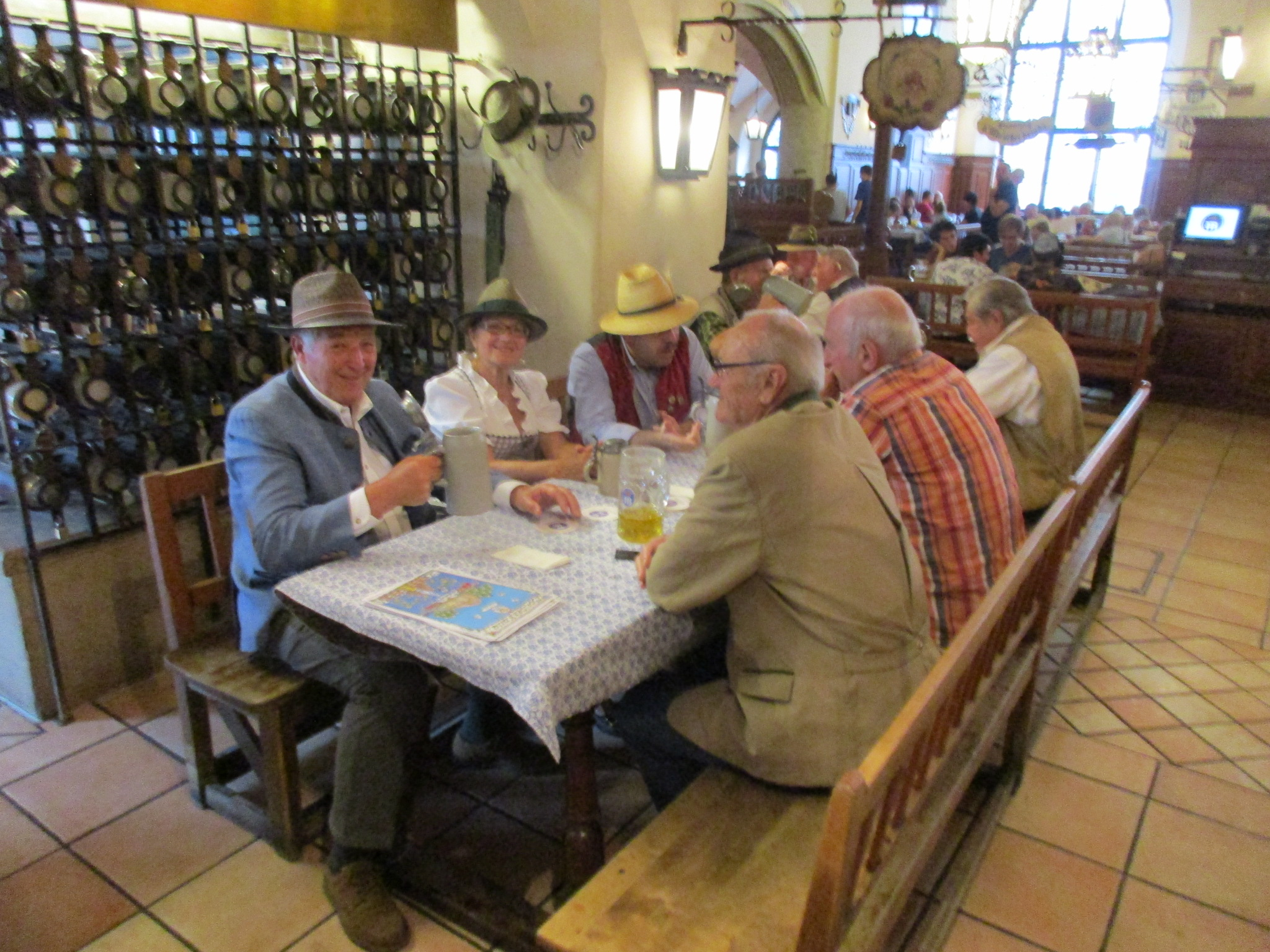
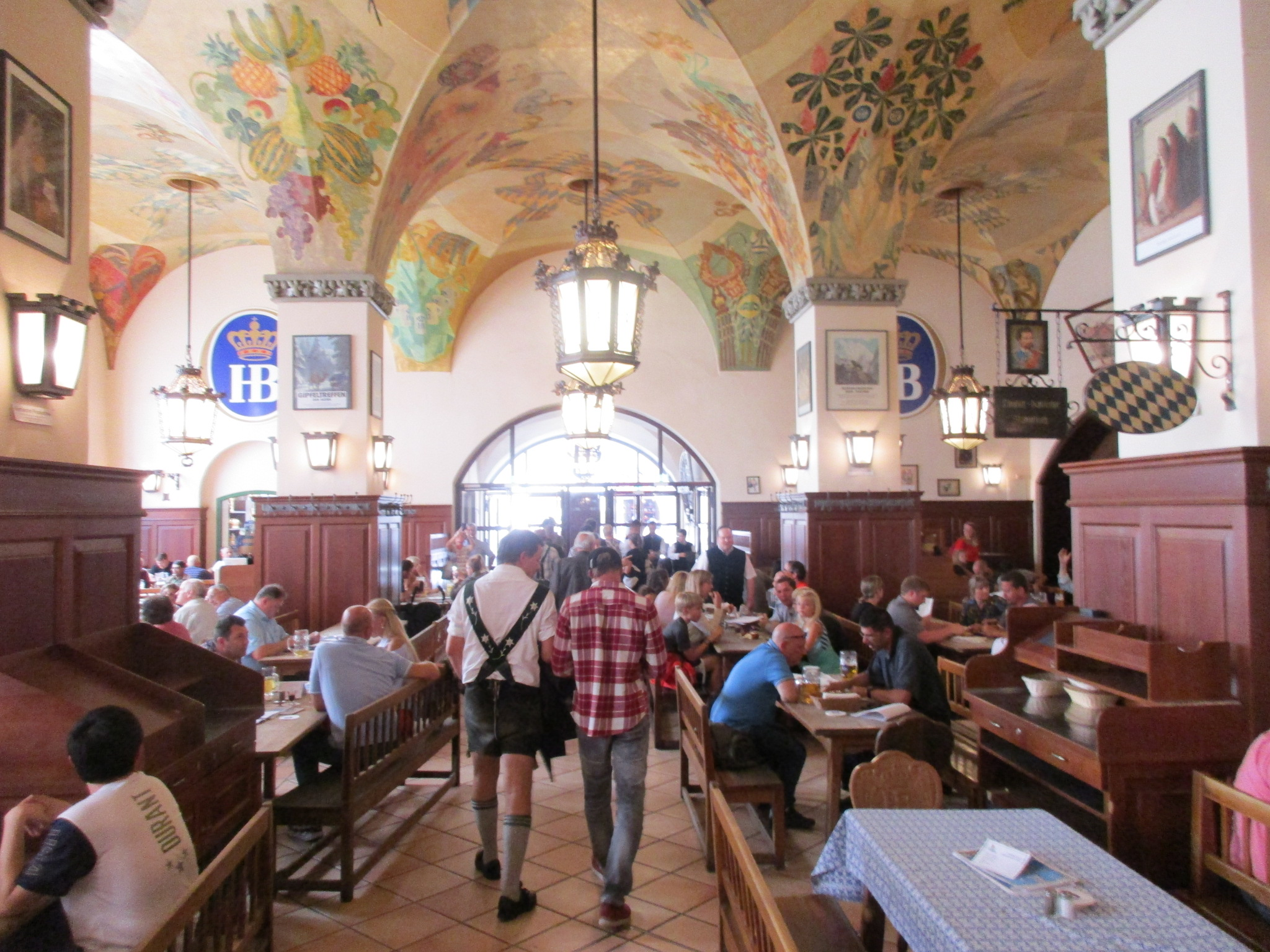
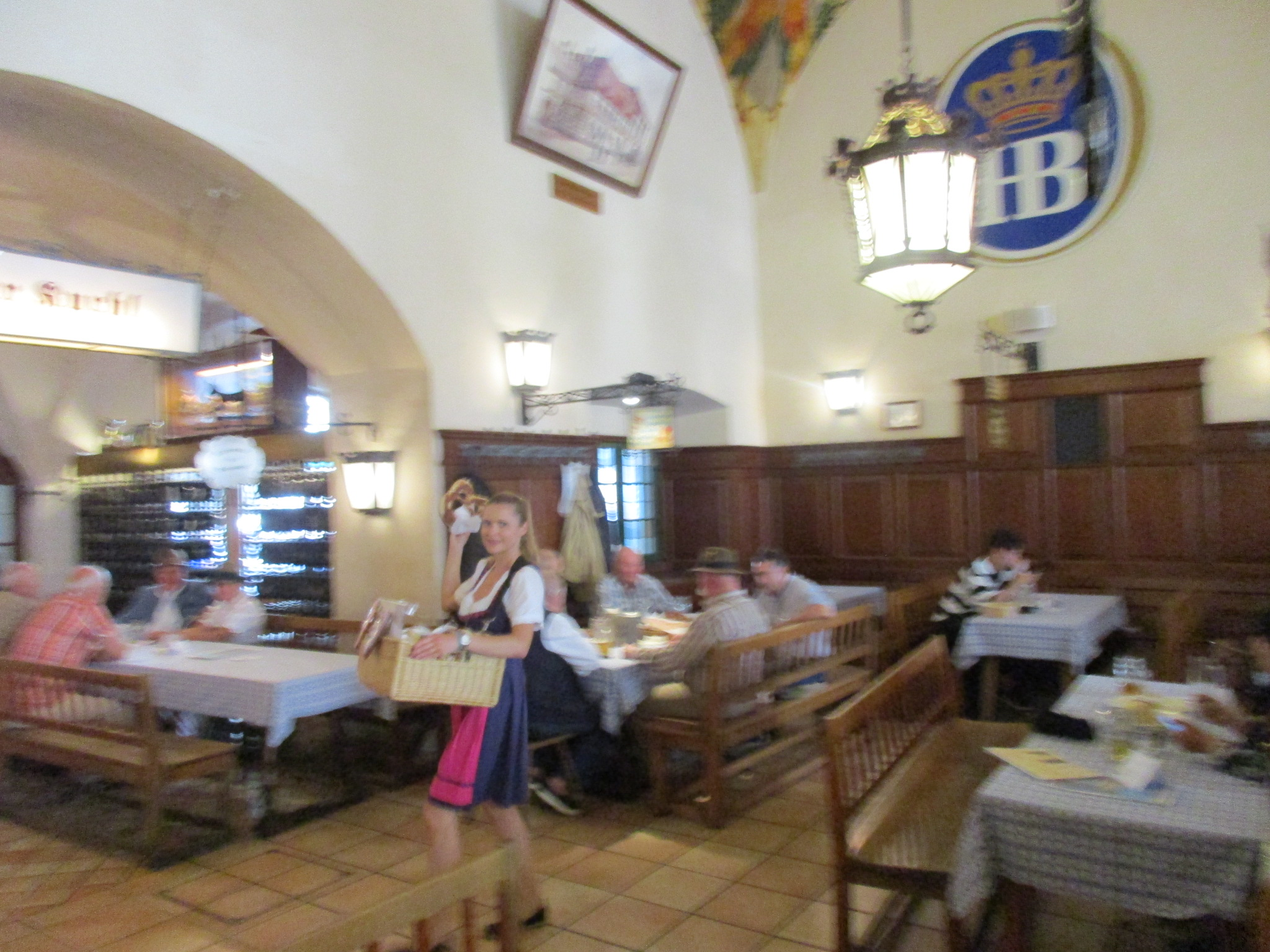

La brasserie est construite sur trois niveaux et comprend une cour intérieure et une terrasse :
- rez de chaussée : grande salle commune de 1 000 personnes (baptisée Schwemme (Gaststätte) : gué, buvette, abreuvoir, surabondance en allemand[6],[7])
- premier étage : de nombreuses salles de restaurant traditionnel pour 1000 convives ;
- deuxième étage : grande salle commune des fêtes / bal pour 1000 convives, avec scène pour spectacles de musique et de danse folklorique ;
- Biergarten / cour intérieure et terrasse ;
- Boutique de souvenirs.

Biergarten / cour intérieure, terrasse, et étages
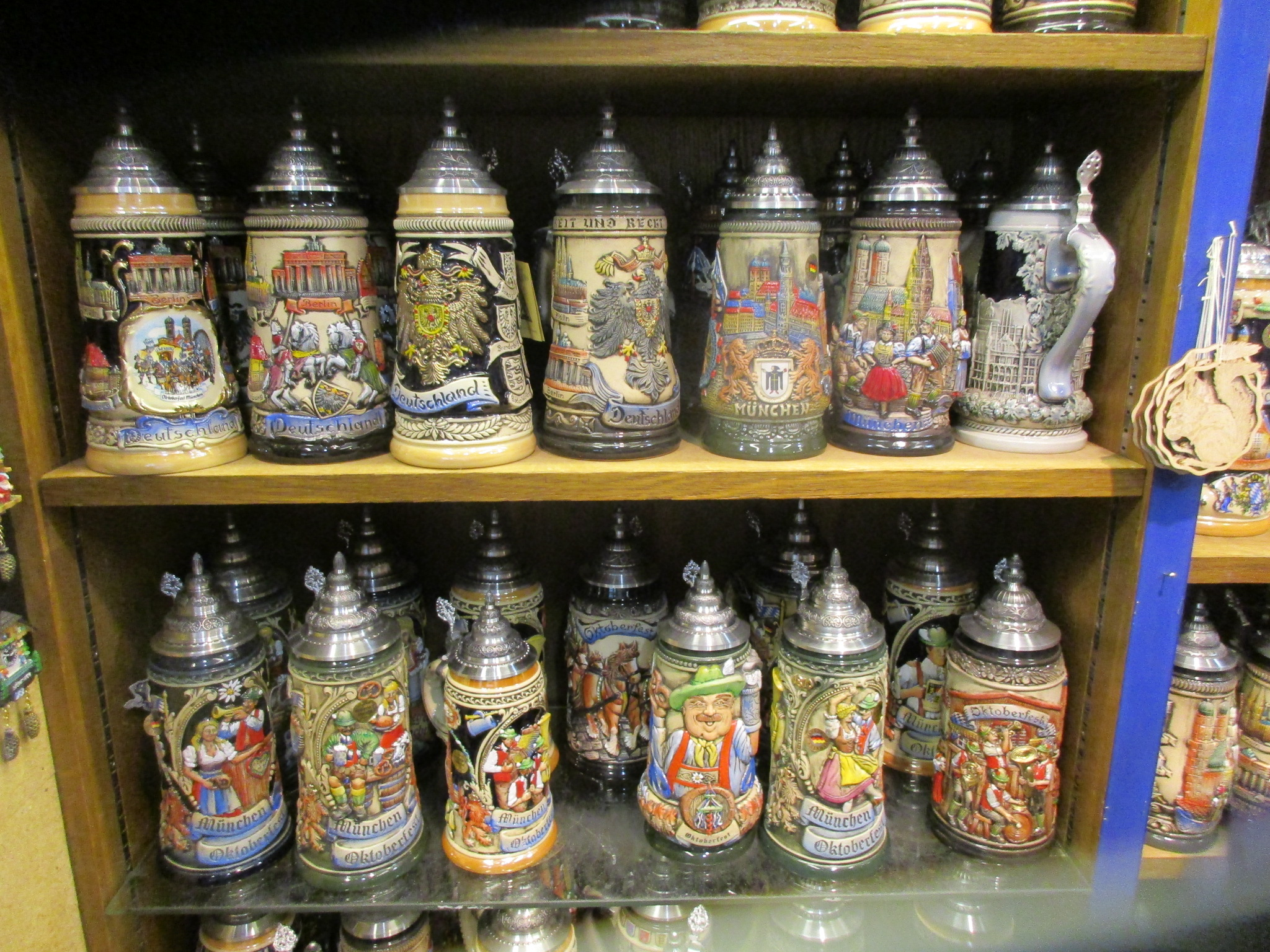
Boutique de Maß / chopes de bière traditionnelles d'artisanat d'art.
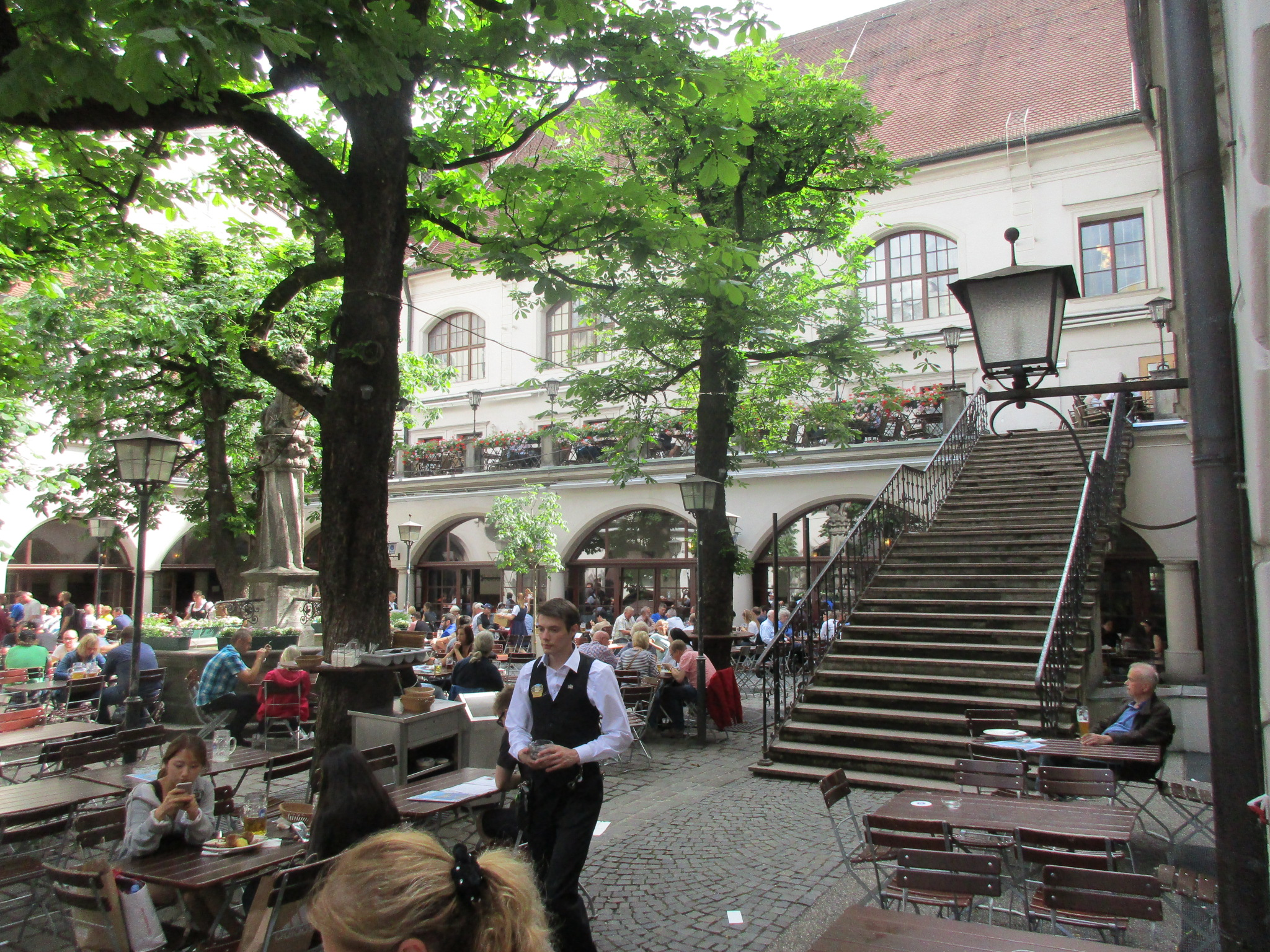
Biergarten / cour intérieure et terrasse.
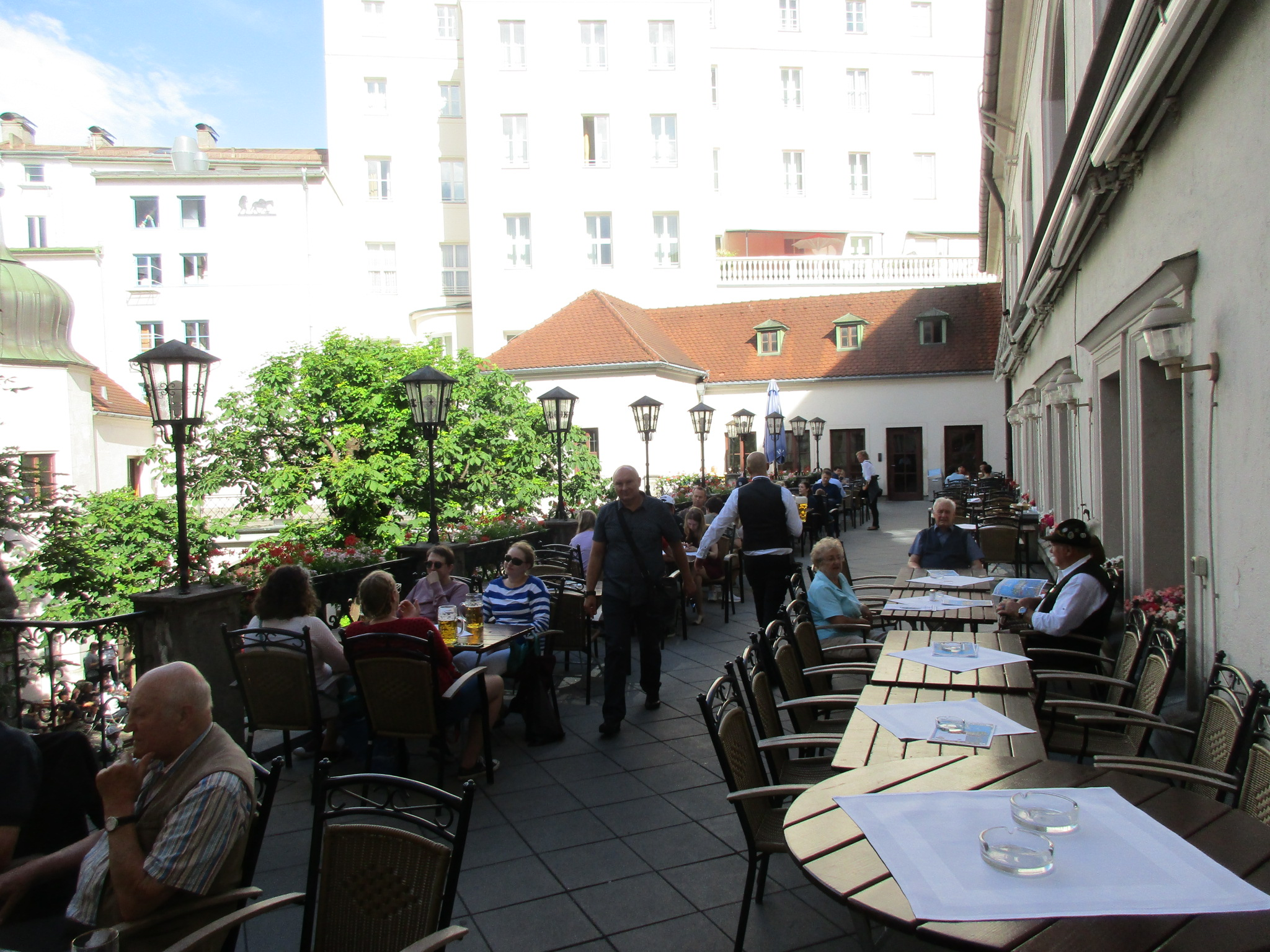
Terrasse.
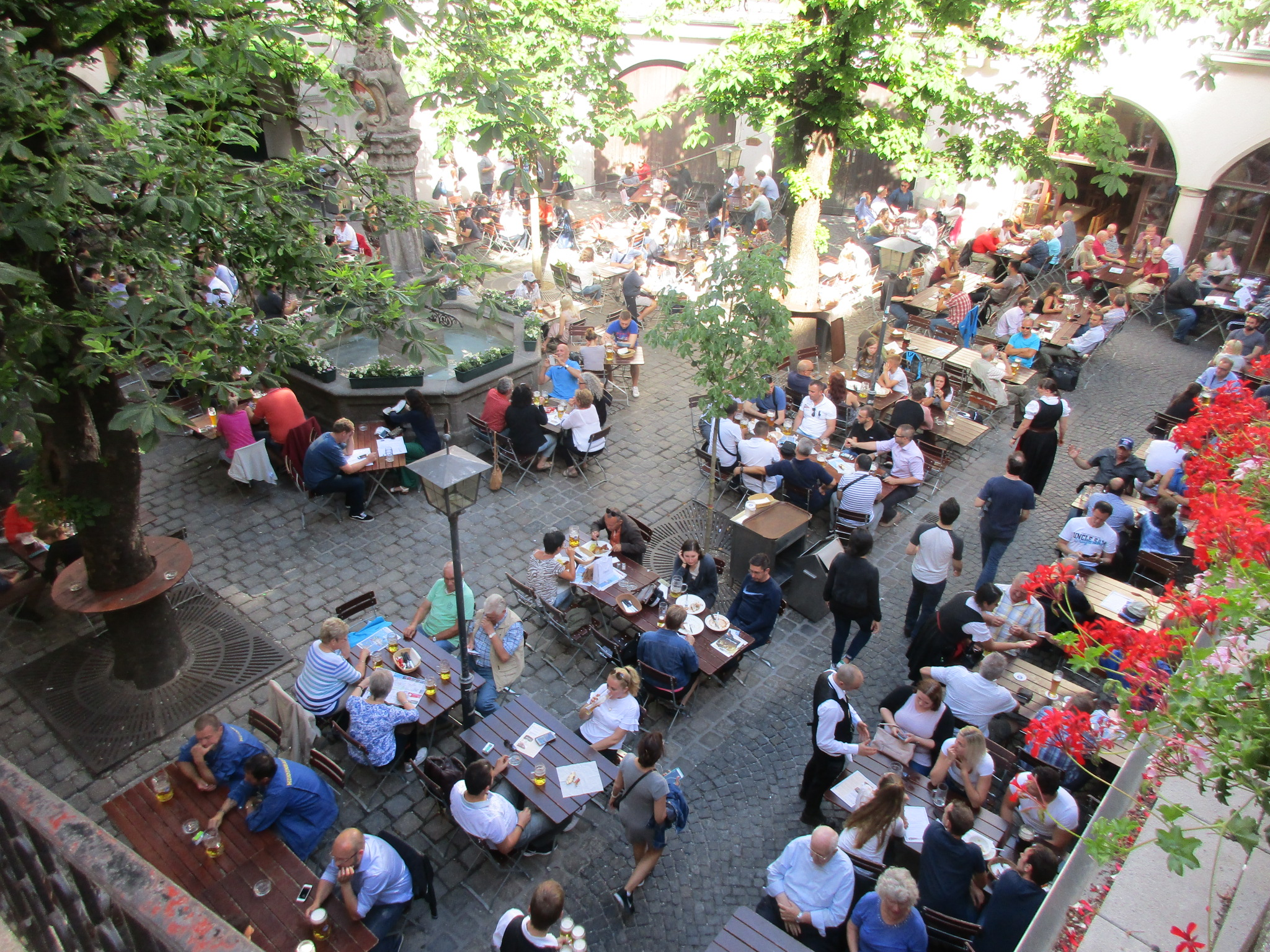
Biergarten / cour intérieure depuis la terrasse.
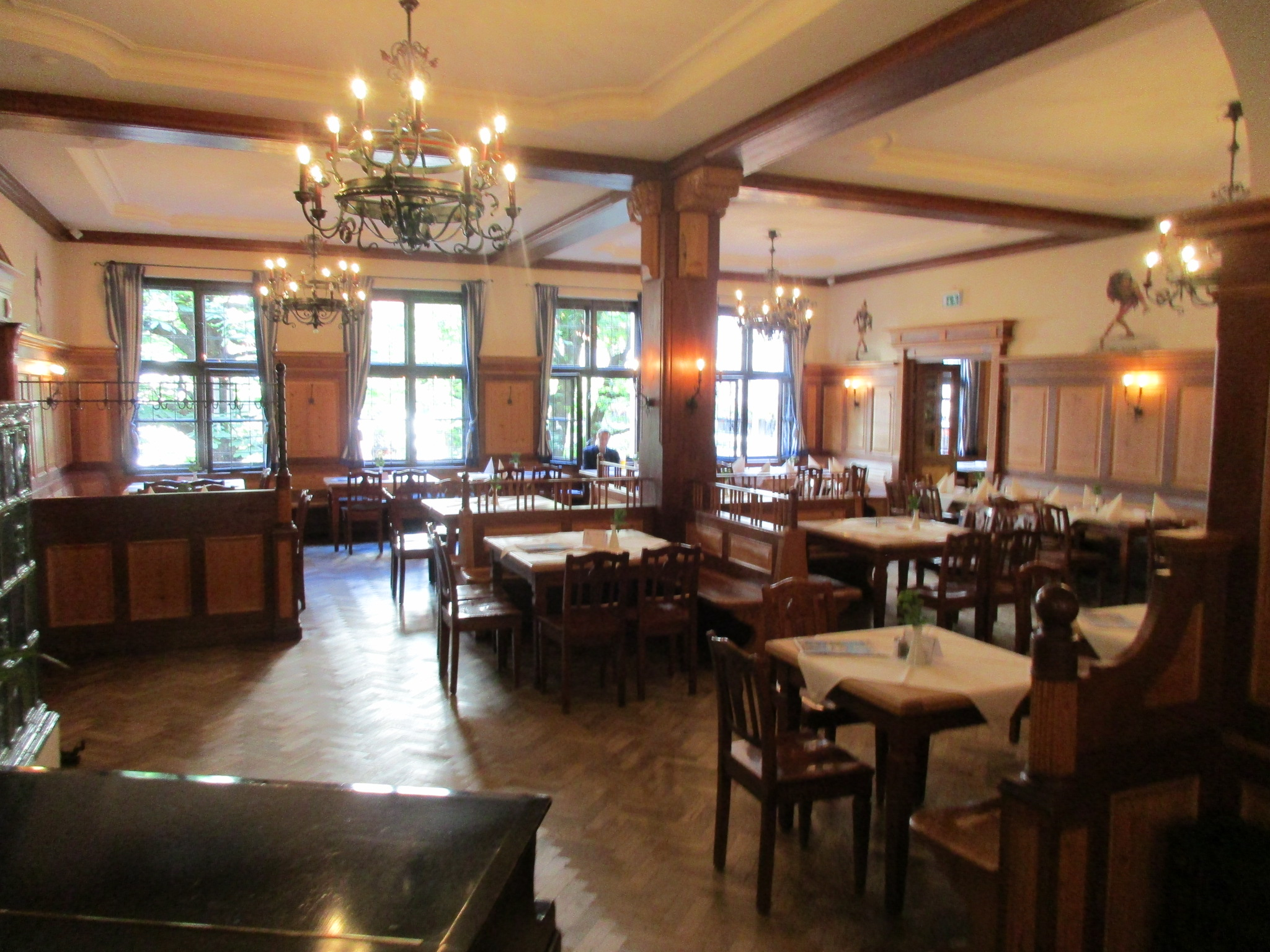
Salles de restaurant du premier étage.
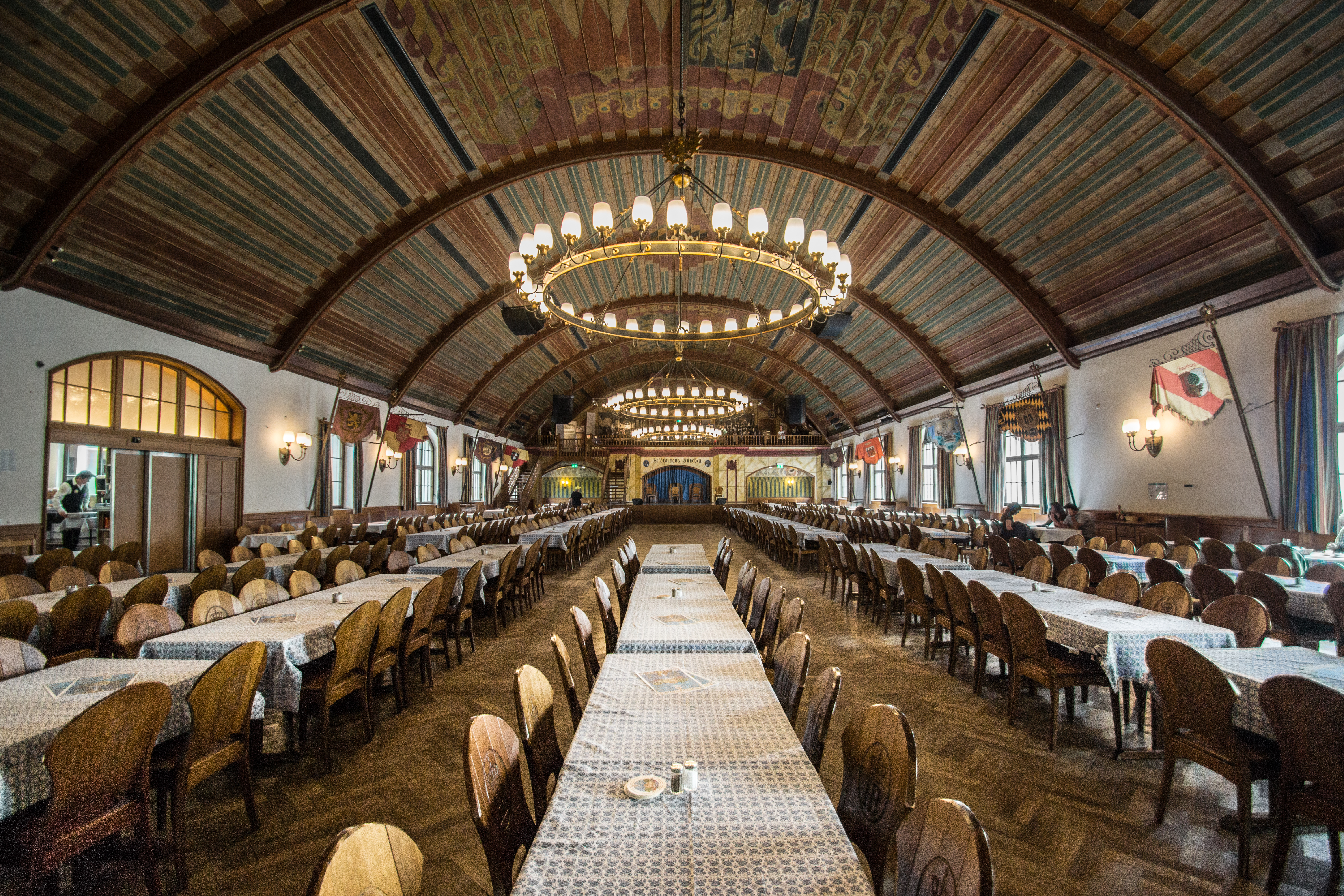
Grande salle des fêtes / bal, avec scène de spectacle du deuxième étage.

## Culture populaire
- 1935 : In München steht ein Hofbräuhaus, célèbre chanson à boire populaire de fanfare bavaroise, baptisée du nom de la Hofbräuhaus am Platzl [8].